# 1669년
1669년은 화요일로 시작하는 평년이다.

## 연호
- 동녕(東寧) 영력(永曆) 23년
- 청(淸) 강희(康熙) 8년
- 일본(日本) 간분(寛文) 9년
- 후 레 왕조(後黎朝) 까인찌(景治) 7년
- 막 왕조(莫朝) 투언득(順德) 32년

## 기년
- 동녕(東寧) 연평문왕(延平文王) 7년
- 류큐(琉球) 쇼테이왕(尚貞王) 원년
- 청(淸) 성조 강희제(聖祖 康熙帝) 8년
- 조선(朝鮮) 현종(顯宗) 10년
- 후 레 왕조(後黎朝) 현종(玄宗) 7년

## 사건
- 5월 16일, 청나라에서, 오배가 궁정에 알현하려 오자 강희제는 기회를 틈타 근위병인 선복영을 앞세워 오배를 체포하였다.[1]
- 6월, 홋카이도에서 샤쿠샤인 사건.

## 탄생
- 1월 20일 - 감리교의 어머니로 알려진 수잔나 웨슬리 (존 웨슬리의 어머니)

## 사망
- 12월 9일 - 교황 클레멘스 9세, 238대 로마 교황.